# Überleitungsvertrag
Der Überleitungsvertrag – eigentlich: Vertrag zur Regelung aus Krieg und Besatzung entstandener Fragen (in der gemäß Liste IV zu dem am 23. Oktober 1954 in Paris unterzeichneten Protokoll über die Beendigung des Besatzungsregimes in der Bundesrepublik Deutschland geänderten Fassung) – vom 26. Mai 1952 ist einer von mehreren Zusatzverträgen des Deutschlandvertrags, die zwischen der Bundesrepublik Deutschland und den drei Westmächten (Frankreich, Großbritannien und USA) anlässlich der Beendigung des westalliierten Besatzungsregimes über den westlichen Teil Deutschlands vereinbart wurden. Der Überleitungsvertrag trat gemeinsam mit dem Deutschlandvertrag und gleichzeitig mit der Aufhebung des Besatzungsstatuts am 5. Mai 1955 in Kraft. Er regelte das Weitergelten von Rechtsvorschriften, Verwaltungsmaßnahmen und Urteilen, die von den Besatzungsbehörden erlassen worden waren und erlaubte der Bundesrepublik Deutschland und ihren Ländern, sie unter bestimmten Voraussetzungen aufzuheben oder zu ändern. So beseitigte er unter anderem auch die bestehenden Beschränkungen für die deutsche Justiz hinsichtlich der Strafverfolgung nationalsozialistischer Verbrechen. In der Folge des Überleitungsvertrages wurde Besatzungsrecht weitgehend durch Bundesrecht abgelöst.
Am 28. September 1990 war vereinbart worden, dass der Überleitungsvertrag zusammen mit dem Deutschlandvertrag infolge der Unterzeichnung des Zwei-plus-Vier-Vertrags mit Wirkung vom Zeitpunkt der Vereinigung Deutschlands, dem 3. Oktober 1990, suspendiert und mit dem Inkrafttreten des letzteren ausdrücklich außer Kraft gesetzt wurde. Einzelne der im Überleitungsvertrag getroffenen Bestimmungen behalten jedoch ihre Geltung. Dabei handelte es sich im Wesentlichen um ab 1955 so genanntes „versteinertes Besatzungsrecht“, mithin von den alliierten Besatzungsbehörden gesetztes Recht, welches bereits 1952/54 „keinerlei Disposition durch die deutsche Staatsgewalt unterlag“ (also insbesondere Kontrollratsrecht, an das die vier Mächte im Rahmen der Vier-Mächte-Verantwortung für Deutschland gesamthänderisch gebunden waren).
Immer noch gültig sind demnach Erster Teil: Artikel 1 Absatz 1 Satz 1 bis „… Rechtsvorschriften aufzuheben oder zu ändern“ sowie Absätze 3, 4 und 5, Art. 2 Abs. 1, Art. 3 Abs. 2 und 3, Art. 5 Abs. 1 und 3, Art. 7 Abs. 1 und Art. 8. Dritter Teil: Art. 3 Abs. 5 Buchstabe a des Anhangs, Art. 6 Abs. 3 des Anhangs. Sechster Teil: Art. 3 Abs. 1 und 3. Siebter Teil: Art. 1 und Art. 2. Neunter Teil: Art. 1. Zehnter Teil: Art. 4.

## Inhalt
Als Besatzungsbehörden wurden der Alliierte Kontrollrat, die Alliierte Hohe Kommission, die Hohen Kommissare der drei Westmächte, die Militärgouverneure der drei Westmächte und ihre Streitkräfte einschließlich der Hilfskräfte anderer Mächte genannt.
Der Überleitungsvertrag enthielt viele detaillierte Regelungen über Verpflichtungen der Bundesrepublik Deutschland zur Wiedergutmachung, die an sich normalerweise in einem Friedensvertrag zu regeln gewesen wären. Mit der Einigung beider deutscher Staaten 1990 war die „Weitergeltung insbesondere der restitutionsrechtlichen Bestimmungen und deren Ausdehnung auf das Gebiet der ehemaligen DDR nach Abschluss des 2plus4-Vertrages“ zu klären.
Artikel 3 Absatz 3 des Vertrages sah vor, dass Täter, die von britischen, französischen oder US-amerikanischen Gerichten verurteilt oder freigesprochen wurden, in Deutschland nicht mehr für die fraglichen Taten vor Gericht gestellt werden konnten, auch wenn der Schuldbeweis später möglich gewesen wäre. Aufgrund der alliierten Begnadigungspraxis und durch Urteile in Abwesenheit der Angeklagten – die durch das Grundgesetz vor einer Auslieferung geschützt waren – kam es deshalb zu Fällen, in denen hohe SS-Offiziere vor Gericht als Zeugen gegen Untergebene auftraten, die dadurch zu langen Haftstrafen verurteilt wurden, während die Befehlsgeber den Gerichtssaal frei verlassen konnten.
Das am 30. Januar 1975 ratifizierte deutsch-französische Zusatzabkommen zum Überleitungsvertrag ließ schließlich eine Wiederaufnahme solcher Verfahren in der Bundesrepublik zu. Das „Lex Klarsfeld“ genannte Zusatzabkommen war bereits vier Jahre zuvor, am 2. Februar 1971, nach schwierigen Verhandlungen unterzeichnet worden.
Wortführer bei der Blockade gegen die Ratifizierung war der FDP-Außenpolitiker Ernst Achenbach, selbst als damaliger Botschaftsangehöriger in die Verbrechen der deutschen Besatzung in Frankreich verwickelt. Erst nachdem diese Verzögerung zu einem Skandal geführt hatte – Beate Klarsfeld hatte mit einigen Franzosen versucht, den ehemaligen SS-Obersturmbannführer Kurt Lischka nach Frankreich zu entführen, wo ihn wegen seiner Beteiligung an der Durchführung des Holocaust eine lebenslange Freiheitsstrafe erwartete – verabschiedete der Deutsche Bundestag das Zusatzabkommen. Dieses Abkommen zwischen der Bundesrepublik Deutschland und der französischen Regierung über die Verfolgung bestimmter Verbrechen trat am 15. April 1975 in Kraft.
Allerdings kam es nur selten zu einer neuen Anklage, da viele Verbrechen inzwischen verjährt waren oder die Täter inzwischen verhandlungsunfähig oder verstorben waren.

## Rechtsfolgen aus Artikel 7 Abs. 1 des Überleitungsvertrags
Entgegen den Behauptungen von Revisionisten, die auf eine alliierte Festschreibung der Geschichte anspielen, hat der Artikel 7 des Überleitungsvertrages weder Auswirkungen auf die Lehrinhalte der Kultusministerien noch liegt dadurch ein Verbot der Abänderung und Wiederaufnahme von Urteilen und Verfahren der Besatzungsmächte oder eine anderweitige Einschränkung der mit der Einheit Deutschlands wiedererlangten vollen Souveränität vor.
Art. 7 Abs. 1 Überleitungsvertrag legt die Rechtswirksamkeit der Entscheidungen der Besatzungsgerichte fest und lautet:
(1) Alle Urteile und Entscheidungen in Strafsachen, die von einem Gericht oder einer gerichtlichen Behörde der Drei Mächte oder einer derselben bisher in Deutschland gefällt worden sind oder später gefällt werden, bleiben in jeder Hinsicht nach deutschem Recht rechtskräftig und rechtswirksam und sind von den deutschen Gerichten und Behörden demgemäß zu behandeln.
Damit legt Artikel 7 fest, dass die Urteile und Entscheidungen der alliierten Gerichte nach deutschem Recht rechtskräftig und rechtswirksam bleiben, das heißt, sie haben die gleiche Wirkung wie rechtskräftige Urteile von deutschen Gerichten. Daraus folgt, dass eine erneute Verfolgung oder Wiederaufnahme der Verfahren durch deutsche Gerichte oder Behörden ausgeschlossen ist.
Gleiche Wirkung bedeutet Feststellung der Rechtskontinuität, ein Ausschluss erfolgt nur, insofern eine doppelte Verfolgung für den gleichen Tatbestand (durch deutsches Recht) ausgeschlossen ist und kein Wiederaufnahmegrund durch ein rechtsungültiges Urteil besteht. Eine Festschreibung der im Prozess festgestellten Fakten erfolgte nicht, eine Bindung der Kultusbehörden ebenfalls nicht. Eine weitergehende Wirkung geht von einem rechtskräftigen Urteil nicht aus. Insbesondere werden nicht alle deutschen Behörden, insbesondere die Kultusbehörden, an die in den Urteilen festgestellten Tatsachen gebunden.
Weiterhin gültig bleibt Art. 2 Abs. 1 Überleitungsvertrag:
(1) Alle Rechte und Verpflichtungen, die durch gesetzgeberische, gerichtliche oder Verwaltungsmaßnahmen der Besatzungsbehörden oder auf Grund solcher Maßnahmen begründet oder festgestellt worden sind, sind und bleiben in jeder Hinsicht nach deutschem Recht in Kraft, ohne Rücksicht darauf, ob sie in Übereinstimmung mit anderen Rechtsvorschriften begründet oder festgestellt worden sind. Diese Rechte und Verpflichtungen unterliegen ohne Diskriminierung denselben künftigen gesetzgeberischen, gerichtlichen und Verwaltungsmaßnahmen wie gleichartige nach innerstaatlichem deutschem Recht begründete oder festgestellte Rechte und Verpflichtungen.
Damit werden die entsprechenden Maßnahmen der Besatzungsbehörden entsprechendem Bundesrecht gleichgestellt, mit der Folge, dass sie durch nachfolgendes Bundesrecht aufgehoben werden können.

## Vertragsgründe
Der Vertrag diente dazu, den Übergang von alliiertem Besatzungs- zu bundesdeutschem Recht reibungslos herzustellen. Da nach den ersten Bundestagswahlen am 14. August 1949 sich der erste Deutsche Bundestag und der Bundesrat am 7. September 1949 konstituierten, musste man diesen Stichtag wählen, weil dies der Tag des ersten Zusammentretens des Bundestages war und somit die erste Betätigung der bundesdeutschen Gesetzgebung.